# Attilio Demaría

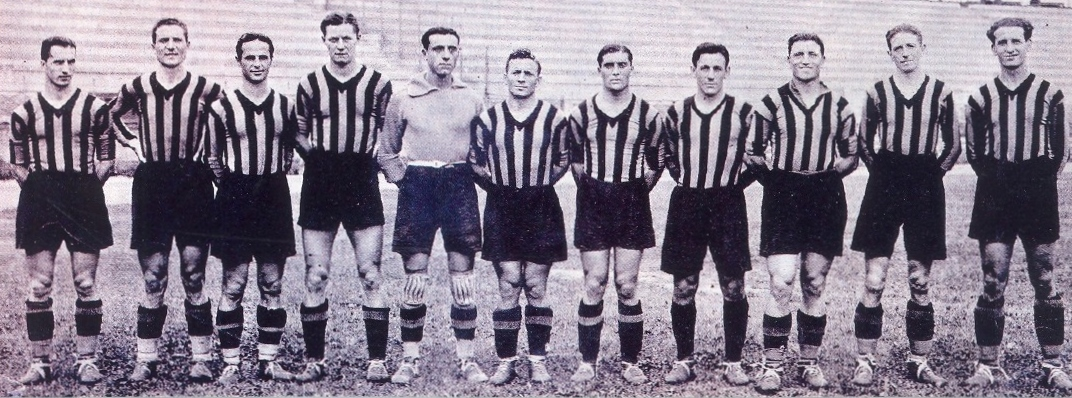
Formación del Ambrosiana-Inter en la temporada 1933-34. De izquierda a derecha: (?), P. Agosteo, A. Pitto, G. Viani, C. Ceresoli, P. Serantoni, G. Meazza, A. Demaría, V. F. Levratto, A. Castellazzi y L. Allemandi.

Atilio Demaría (Buenos Aires, 19 de marzo de 1909 - Haedo, 11 de noviembre de 1990) fue un futbolista argentino e italiano, que jugó para ambos seleccionados en el rol de mediocampista.
Disputó la Copa Mundial de Fútbol de 1930 en Uruguay para la selección argentina, obteniendo el 2º puesto, y la Copa Mundial de Fútbol de 1934 en Italia para la selección local, consagrándose campeón.
A nivel clubes, sus mayores logros los consiguió en el FC Internazionale, en donde obtuvo la Copa Italia en la temporada 1938/39 y el Scudetto en la siguiente, 1939/40. Con 295 partidos disputados con esa camiseta, es el segundo jugador argentino en cantidad de encuentros, detrás de Javier Zanetti. En dicho club también jugó su hermano menor Félix Demaría (en el breve período en el que el club se fusionó y pasó a llamarse Ambrosiana-Inter. Por ello, en Milán se los conoció como Demaría I y Demaría II.

## Trayectoria
- 1930-1931  Gimnasia y Esgrima La Plata
- 1931-1936  Internazionale
- 1932-1935  Estudiantil Porteño
- 1936  Club Atlético Independiente
- 1938-1943  Internazionale
- 1944  Novara
- 1945-1946  Legnano
- 1946-1948  Cosenza

## Participaciones en Copas del Mundo
| Mundial                        | Sede    | Resultado  |
| ------------------------------ | ------- | ---------- |
| Copa Mundial de Fútbol de 1930 | Uruguay | Subcampeón |
| Copa Mundial de Fútbol de 1934 | Italia  | Campeón    |

- Datos: Q517922
- Multimedia: Attilio Demaría / Q517922